# Äskhults kulturreservat
Äskhults kulturreservat är ett Kulturreservat på 135 hektar i Förlanda socken i Kungsbacka kommun som omfattar Äskhults by med utmarker.
Reservatet präglas av ett ålderdomligt odlingslandskap som brukas som vårdas på gammalt sätt med slåtter och bete. 
Reservatet bildades som ett naturreservat 1997 för att 21 juni 2004 bli omklassat till ett kulturreservat.